# Когомологии пучков
Когомологии пучков — это результат использования гомологической алгебры для исследования глобальных сечений пучков. Грубо говоря, когомологии пучков описывают препятствия к глобальному решению геометрической проблемы, когда она может быть решена локально.
Пучки, когомологии пучков и спектральные последовательности были изобретены Жаном Лере, когда он находился в лагере военнопленных в Австрии. Определения Лере были упрощены и прояснены в 50-е годы. Стало ясно, что когомологии пучков представляют собой не только новый подход к построению теории когомологий в алгебраической топологии, но и мощный метод комплексной аналитической геометрии и алгебраической геометрии. В этих областях часто требуется построить глобально определённые функции с заданными локальными свойствами, и когомологии пучков прекрасно приспособлены для таких задач. Многие более ранние результаты, такие как теорема Римана — Роха и теорема Ходжа были обобщены и лучше поняты благодаря когомологиям пучков.

## Определение
Категория пучков абелевых групп на топологическом пространстве X является абелевой категорией, поэтому имеет смысл вопрос, когда морфизм пучков f: B → C является инъективным (мономорфизмом) или сюръективным (эпиморфизмом). Один из возможных ответов заключается в том, что f инъективен (соответственно, сюръективен) тогда и только тогда, когда индуцированный гомоморфизм слоёв Bx → Cx инъективен (соответственно, сюръективен) для каждой точки x в X. Из этого следует, что f инъективен тогда и только тогда, когда гомоморфизм B(U) → C(U) групп сечений над U инъективен для каждого открытого множества U в X. Ситуация с сюръективностью более сложная: морфизм f сюръективен тогда и только тогда, когда для каждого открытого множества U в X, каждого сечения s пучка C над U и каждой точки x в U существует открытая окрестность V точки x в U, такая, что s, ограниченное на V является образом некоторого сечения B над V.
Возникает следующий вопрос: для данной сюръекции f: B → C и сечения s пучка C над X, когда s является образом сечения B над X? Это — модель для всех глобальных вопросов в геометрии. Когомологии пучков дают удовлетворительный общий ответ. А именно, пусть A — ядро сюръекции B → C, включающееся в короткую точную последовательность
{\displaystyle 0\to A\to B\to C\to 0}
пучков на X. Тогда существует длинная точная последовательность абелевых групп, называемых группами когомологий пучка:
{\displaystyle 0\to H^{0}(X,A)\to H^{0}(X,B)\to H^{0}(X,C)\to H^{1}(X,A)\to \cdots ,}
где H0(X,A) — это группа A(X) глобальных сечений A над X. Например, если группа H1(X,A) нулевая, то из этой точной последовательности следует, что каждое глобальное сечение C поднимается до глобального сечения B. Более общо, эта точное последовательность делает изучение высших групп когомологий основным инструментом для понимания сечений пучков.
Определение когомологий пучков, данное Гротендиком и ставшее стандартным, использует язык гомологической алгебры. Его существенный момент состоит в том, чтобы зафиксировать топологическое пространство X и думать о когомологиях как о функторе из пучков абелевых групп на X в абелевы группы. А именно, рассмотрим функтор E ↦ E(X) из пучков абелевых групп на X в абелевы группы. Этот функтор точен слева, но, вообще говоря, не точен справа. Группы Hi(X,E) для целых j определяются как правые производные функторы функтора E ↦ E(X). Из этого автоматически следует, что Hi(X,E) равно нулю при i < 0, и что H0(X,E) — это группа глобальных сечений E(X).
Определение производных функторов использует тот факт, что в категории пучков абелевых групп на произвольном топологическом пространстве X достаточно много инъективных объектов; другими словами, для любого пучка E существует инъективный пучок I и инъекция E → I. Из этого следует, что у любого пучка E имеется инъективная резольвента:
{\displaystyle 0\to E\to I_{0}\to I_{1}\to I_{2}\to \cdots .}
Группы когомологий пучка Hi(X,E) — это группы когомологий (ядро гомоморфизма по модулю образа предыдущего гомоморфизма) следующего комплекса абелевых групп:
{\displaystyle 0\to I_{0}(X)\to I_{1}(X)\to I_{2}(X)\to \cdots .}
Стандартными рассуждениями из гомологической алгебры доказывается, что эти группы когомологий не зависят от выбора инъективной резольвенты E.
Это определение редко используется напрямую для вычисления когомологий пучков. Тем не менее, оно является мощным, так как работает в большой общности (любой пучок на любом топологическом пространстве), и из него легко вытекают формальные свойства когомологий пучков, такие как приведённая выше длинная точная последовательность. Для конкретных классов пространств или пучков существует множество инструментов для вычисления когомологий, некоторые из которых описаны ниже.

## Когомологии с постоянными коэффициентами
Для топологического пространства X и абелевой группы A постоянный пучок AX — это пучок локально постоянных функций со значениями в A. Группы когомологий пучков Hj(X,AX) часто обозначают просто как Hj(X,A), если это не вызывает путаницы с другими видами когомологий, такими как сингулярные когомологии. Пучковые когомологии с постоянными коэффициентами образуют контравариантный функтор из топологических пространств в абелевы группы.
Для любых пространств X и Y и абелевой группы A, гомотопные отображения f и g из X в Y индуцируют одинаковые гомоморфизмы когомологий пучков:
{\displaystyle f^{*}=g^{*}:H^{j}(Y,A)\to H^{j}(X,A).}
Из этого следует, что гомотопически эквивалентные пространства имеют изоморфные пучковые когомологии с постоянными коэффициентами.
Пусть X — паракомпактное хаусдорфово пространство, которое локально стягиваемо, в том смысле, что каждая открытая окрестность U произвольной точки x содержит открытую окрестность V точки x, такую что включение V → U гомотопно постоянному отображению. Тогда сингулярные когомологии X с коэффициентами в абелевой группе A изоморфны когомологиям пучков H*(X,AX). В частности, это верно, если X — топологическое многообразие или CW-комплекс.

## Вялые и мягкие пучки
Пучок абелевых групп E на топологическом пространстве X называется ацикличным, если Hj(X,E) = 0 для всех j > 0. Из длинной точной последовательности когомологий пучков следует, что когомологии любого пучка можно вычислять с помощью ацикличной резольвенты (вместо инъективной резольвенты). Инъективные пучки ацикличны, но для вычислений полезно иметь другие примеры ацикличных пучков.
Пучок E на X называется вялым, если любое сечение E на открытом подмножестве X может быть продолжено до сечения на всём X. Вялые пучки ацикличны. Годеман определял когомологии пучков при помощи так называемой канонической резольвенты, состоящей из вялых пучков. Так как вялые пучки ацикличны, определение Годемана согласуется с определением, данным выше.
Пучок E на паракомпактном хаусдорфовом пространстве X называется мягким, если любое сечение ограничения E на замкнутое подмножество X может быть продолжено до сечения E на всём X. Мягкие пучки ацикличны.
Примерами мягкого пучка служат пучок вещественнозначных непрерывных функций на паракомпактном хаусдорфовом пространстве и пучок гладких (C∞) функций на гладком многообразии. Более общо, любой пучок модулей над мягким пучком коммутативных колец является мягким, например, пучок гладких сечений векторного расслоения над гладким многообразием является мягким.
Эти результаты, в частности, образуют часть доказательства теоремы де Рама. Для гладкого многообразия X лемма Пуанкаре утверждает, что комплекс де Рама является резольвентой постоянного пучка RX:
{\displaystyle 0\to \mathbf {R} _{X}\to \Omega _{X}^{0}\to \Omega _{X}^{1}\to \cdots ,}
где ΩXj — пучок гладких дифференциальных j-форм и отображение ΩXj → ΩXj+1 — это внешний дифференциал d. Из приведённых выше результатов следует, что пучки ΩXj мягкие, и, следовательно, ацикличные. Из этого следует, что пучковые когомологии X с вещественными коэффициентами изоморфны когомологиям де Рама X, определёнными как когомологии комплекса вещественных векторных пространств:
{\displaystyle 0\to \Omega _{X}^{0}(X)\to \Omega _{X}^{1}(X)\to \cdots .}
Другая часть теоремы де Рама идентифицирует пучковые и сингулярные когомологии X с вещественными коэффициентами: это верно в большей общности, как обсуждалось выше.

## Когомологии Чеха
Когомологии Чеха — это приближение к когомологиям пучков, часто полезное для вычислений. А именно, пусть {\displaystyle {\mathcal {U}}=\{U_{\alpha }\}} — открытое покрытие пространства X попарно различными множествами {\displaystyle U_{\alpha }}, {\displaystyle E} — пучок на X. Обозначим {\displaystyle U_{\alpha _{0}\ldots \alpha _{k}}=U_{\alpha _{0}}\cap \ldots U_{\alpha _{k}}}. Коцепь {\displaystyle c^{k}\in C^{k}({\mathcal {U}},E)} сопоставляет упорядоченному набору {\displaystyle U_{\alpha _{0}},\ldots ,U_{\alpha _{k}}} элемент {\displaystyle c^{k}(U_{\alpha _{0}},\ldots ,U_{\alpha _{k}})\in E(U_{\alpha _{0}\ldots \alpha _{k}})}. Кограничный гомоморфизм определяется формулой
{\displaystyle (\delta c^{k})(U_{\alpha _{0}},\ldots ,U_{\alpha _{k+1}})=\sum _{i=0}^{k+1}(-1)^{i}c^{k}(U_{\alpha _{0}},\ldots {\hat {U}}_{\alpha _{i}},\ldots U_{\alpha _{k+1}})|_{U_{\alpha _{0}\ldots \alpha _{k+1}}}.}
Простая стандартная проверка показывает, что {\displaystyle \delta \delta =0}. Это позволяет определить группу когомологий {\displaystyle H^{k}({\mathcal {U}},E)} — когомологии Чеха покрытия {\displaystyle {\mathcal {U}}} с коэффициентами в пучке {\displaystyle E}.
Существует естественный гомоморфизм {\displaystyle H^{j}({\mathcal {U}},E)\to H^{j}(X,E)}. Таким образом, когомологии Чеха являются приближением к когомологиям пучков, использующим только сечения {\displaystyle E} на конечных пересечениях открытых множеств {\displaystyle U_{\alpha }}.
Если любое конечное пересечение V открытых множеств {\displaystyle U_{\alpha }} не имеет высших когомологий с коэффициентами в E. в том смысле, что Hj(V,E) = 0 для всех j > 0, то гомоморфизм из когомологий Чеха {\displaystyle H^{j}({\mathcal {U}},E)} в когомологии пучков является изоморфизмом.
Другой подход к связыванию когомологий Чеха с когомологиями пучков состоит в следующем. Группы когомологий Чеха {\displaystyle {\check {H}}^{j}(X,E)} определяются как прямой предел {\displaystyle H^{j}({\mathcal {U}},E)} по всем открытым покрытиям {\displaystyle {\mathcal {U}}} (где покрытия упорядочены по отношению «являться подпокрытием»). Существует гомоморфизм {\displaystyle {\check {H}}^{j}(X,E)\to H^{j}(X,E)} из когомологий Чеха в когомологии пучков, который является изоморфизмом при j ≤ 1. Для произвольных топологических пространств когомологии Чеха могут отличаться от когомологий пучков в более высоких степенях. Однако они изоморфны для любого пучка на паракомпактном хаусдорфовом пространстве.